# Felix Ortt

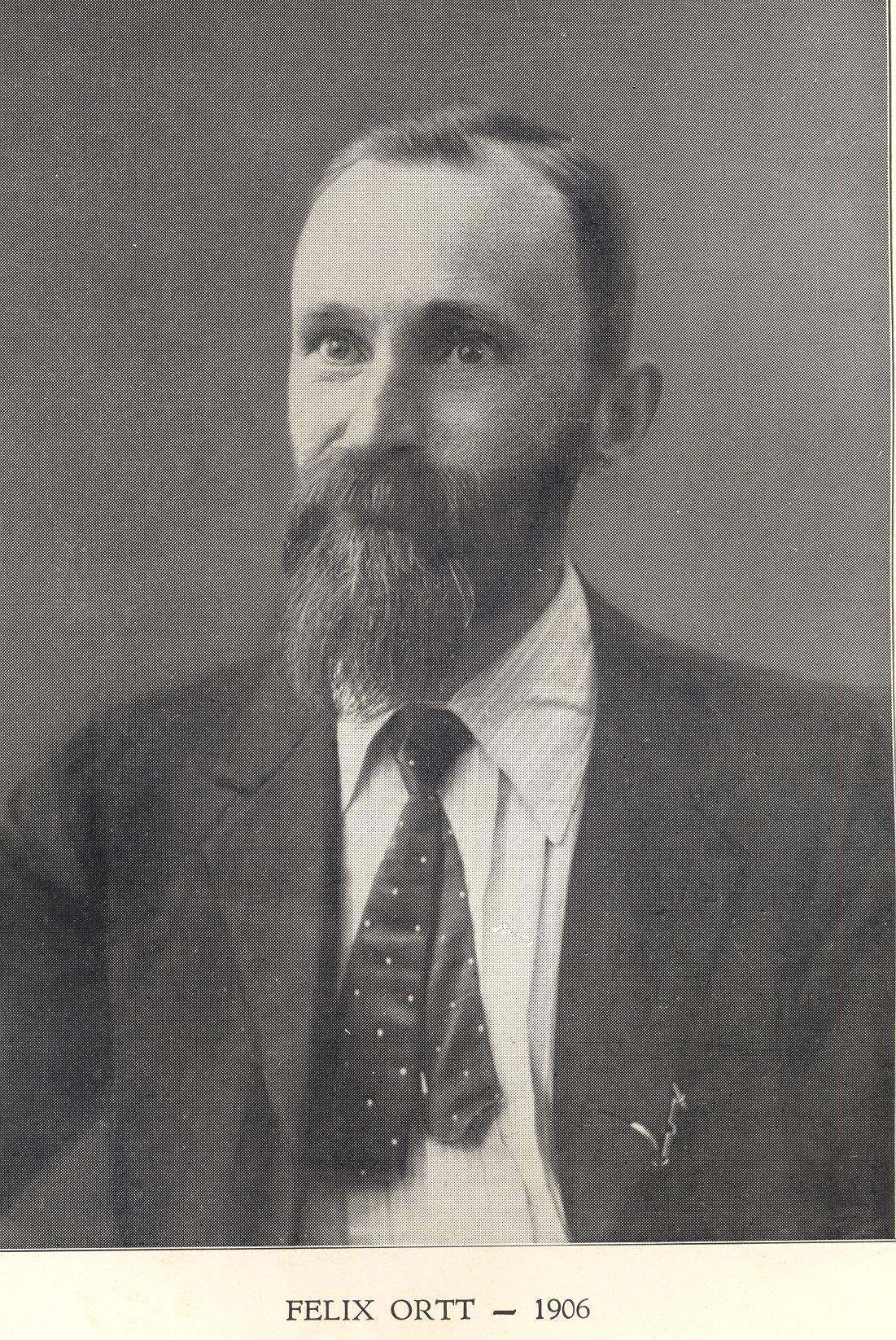

Felix Louis Ortt (Groningen, 9 juni 1866 – Soest, 15 oktober 1959), civiel ingenieur van opleiding en waterbouwkundige van beroep, was een van de belangrijkste theoretici van het christenanarchisme in Nederland. Als hij met één woord getypeerd moet worden, zou dit waarschijnlijk filosoof zijn. Er zijn geen scherpe grenzen tussen de beneden aangegeven aanduidingen.

## Familie
Jhr. ir. F.L. Ortt, lid van de familie Ortt, werd geboren als zoon van jhr. Jacob Reinoud Theodoor Ortt (1817-1887), hoofdinspecteur titulair Rijkswaterstaat, en Leontine Louise Josephine de Raikem (1831-1915), uit welk huwelijk zeven kinderen werden geboren.
Ortt trouwde in 1892 met Anna Petronella Gelderman (1871-1947), de enige dochter van schrijfster Marie Boddaert. Dit huwelijk, waaruit drie kinderen werden geboren, eindigde in 1905 in een echtscheiding. In datzelfde jaar ging hij een 'vrij' huwelijk aan met Tine Hinlopen, weduwe van Johan Wortman, met wie hij eveneens drie kinderen kreeg. In 1932 hertrouwde hij met Maria Theresia Zeijlemaker (1891-1976).

## Waterbouwkundige
Ortt werd opgeleid tot civiel ingenieur, gespecialiseerd in de waterbouwkunde. In 1887 studeerde hij op de Polytechnische school te Delft af op de Paalworm. Hij trad vervolgens naar familietraditie in dienst bij Rijkswaterstaat. Toen hij betrokken was bij de werkzaamheden aan het Merwedekanaal, kreeg hij malaria. Naar eigen zeggen was hij afgeschreven door de reguliere geneeskunde, maar vond hij baat bij de natuurgeneeskunde. Tevens werd hij vegetariër en geheelonthouder, een keuze die bepalend was voor zijn verdere leven en loopbaan. Nadat hij om gezondheidsredenen was overgeplaatst naar Brielle, kwam hij in 1894 te werken bij de algemene dienst van Rijkswaterstaat in Den Haag. Hier ontwikkelde hij een systeem voor het opstellen van getijtafels voor de Nederlandse kust, het systeem Ortt/De Bruyn (1895), dat het negentig jaar volhield. In 1907 (dus nadat hij al bij Rijkswaterstaat weg was) heeft hij op het Nederlands Natuur- en Geneeskundig Congres  een lezing gegeven over getijvoorspelling.
In 1899 verliet hij de dienst, omdat hij eventuele werkzaamheden ten dienste van de haven van Den Helder als oorlogsvoorbereiding opvatte. Dit was niet verenigbaar met zijn nieuwe politieke opvattingen. Hij deed tevens afstand van zijn adellijke titel en erfenis en verliet de Nederlandse Hervormde Kerk. Hij werd particulier secretaris van C. van der Hucht-Kerkhoven en raakte in deze functie sterk betrokken bij de Nederlandschen Bond ter Bestrijding der Vivisectie, opgericht door het echtpaar Van der Hucht. Tot vlak voor zijn dood bleef hij betrokken bij de strijd tegen de vivisectie, in de vorm van rapporten, tijdschriftartikelen en brochures.

## Christenanarchist
Als propagandist voor vegetarisme en geheelonthouding kwam Ortt in contact met de radicale jonge vleugel van de moderne richting in de Nederlandse Hervormde Kerk, die georganiseerd was in de Nederlandse Protestantenbond met als orgaan De Hervorming. Deze jongerenstroming stond sterk onder invloed van het godsdienstig-maatschappelijk denken van de Russische schrijver Lev Tolstoj, dat door volgelingen werd omschreven als christenanarchistisch. Tolstoj zag de Bergrede als de kern van de evangeliën en hierin was weer de weerloosheid en het afwijzen van ieder geweld het belangrijkste principe. In 1897 scheidden deze jongeren zich af en gingen het blad Vrede uitgeven. Ortt schreef in hetzelfde jaar Christelijk anarchisme, later in 1897 herdrukt onder de titel Het beginsel der liefde.
Ortt's socialistische opvattingen werden behalve door Lev Tolstoj sterk beïnvloed door Frederik van Eeden, met wie hij sinds zijn jeugd contact had. Hij was betrokken bij de Vereniging Gemeenschappelijk Grondbezit die de oprichting en samenwerking van door de arbeiders zelf beheerde bedrijven nastreefde. Hij was enige tijd redacteur van het hierbij behorende tijdschrift De Pionier.
De Nederlandse christen-anarchisten organiseerden zich in de Vereniging Internationale Broederschap (het bleef een Nederlandse vereniging), die binnenlandse kolonisatie als eerste streven had: het gezamenlijk in gelijkheid en broederschap ondernemen van landbouw en nijverheid (in de geest van Jezus Christus, luidde de statutaire doelstelling). In 1899 werd een kolonie ingericht op schrale grond te Blaricum, aangekocht door de geestverwante hoogleraar Jacobus van Rees, die zelf niet in de kolonie ging wonen. Betrokkenen waren onder anderen de theoretici Johannes van der Veer, Lodewijk van Mierop, Anne de Koe en S.C. Kylstra.
De kolonie kende maar weinig vakmensen en zeker weinig vakmensen die de hooggestemde opvattingen van de oprichters ten volle deelden. Ortt was van 1902 tot 1903 in de kolonie betrokken bij de drukkerij en uitgeverij Vrede. Tijdens de spoorwegstaking van 1903 werden er vergaderingen van het stakingscomité op de kolonie gehouden. Dit was een doorn in het oog van de bevolking van Laren en Blaricum, die deze rode "grasvreters" (vegetariërs) en "naaktlopers" (men droeg geen hoed en soms zelfs geen sokken!) toch al wantrouwde. Een dronken menigte kwam brand stichten in de koloniegebouwen. De anarchistische kolonisten moesten onder bescherming van de gewapende overheidsmacht de benen nemen.
Toen er zelfs sprake was van gewapende verdediging van de kolonie, vertrokken de initiatiefnemers. Dit betekende tevens effectief het einde van deze christenanarchistische organisatie. Ortt liet in geschrifte blijken zijn zogenaamde geestverwanten meer dan zat te zijn en trok zich enige tijd terug. Hij zou voornamelijk nog samenwerken met zijn vriend en medestrijder Lodewijk van Mierop, tot "onverenigbaarheid van humeur" tussen de wederzijdse echtgenotes aan de samenwerking een einde maakte.
Hij was een tijd redacteur van Vrede en het blad dat hier een voortzetting van was, De Vrije Mensch. In 1915 behoorde hij bij de ondertekenaren van het Dienstweigeringsmanifest, een oproep tot individuele dienstweigering die menigeen die het ondertekende, kennis deed maken met het Nederlands gevangeniswezen. Ortt werd niet vervolgd, reden om juist het Nederlandse vervolgingssysteem aan te klagen (Het peil van ons rechtswezen, 1916). Hij zette zich hierna niet meer in voor enige organisatievorm van christenanarchisten en was niet betrokken bij de nieuwe organisaties van religieus-anarchisten van na de Eerste Wereldoorlog.
Tijdens de Tweede Wereldoorlog bracht Ortt een aantal onderduikers onder in zijn huis te Soest. Zijn zoon Felix Dono Ortt kwam tijdens de oorlog om het leven. Felix Dono was in dienst getreden bij de Britse geheime dienst MI-6 en werd op 12 maart 1942 gedropt in Katwijk, maar werd op 23 mei 1942 gearresteerd door de collaborateur Anton van der Waals – vermoedelijk in verband met het Englandspiel. Op 30 april 1944 werd hij doodgeschoten in het concentratiekamp Rawicz.

## Vegetariër
Eind jaren tachtig verhuisde Ortt van Brielle naar Den Haag, waar hij C. van der Hucht-Kerkhoven ontmoette. Met haar was hij op 30 september 1894 aanwezig bij de oprichtingsvergadering van de Nederlandse Vegetariërsbond. Van der Hucht-Kerkhoven werd bij deze gelegenheid vicevoorzitter, een jaar later trad Ortt toe tot het bestuur als penningmeester. Hij werd later voorzitter.
In 1968 is te Oosterbeek een nieuw vegetarisch bejaardentehuis gebouwd, dat al eerder naar hem was vernoemd: 'Felixoord'. De eerst bouw dateert namelijk uit 1950, een oude villa met 6 hectare grond, maar deze is rond 1966 gesloopt. 

## Humanitair onderwijs en Rein Leven
Vanaf de oprichting in 1901 tot de opheffing in 1929 was Ortt (soms zijdelings) betrokken bij de Rein Leven Beweging. Deze organisatie hield zich bezig met het in geschrifte bestrijden van de onderling samenhangende euvelen der geslachtsziekten en prostitutie. Een van de middelen was de voor die tijd ongehoorde seksuele voorlichting, die steeds onder verwijzing naar rein geachte liefde werd gegeven. Eigenlijk was geslachtsverkeer alleen acceptabel als dit het verwekken van gewenste kinderen tot doel had. Dit sloot het gebruik van voorbehoedmiddelen, en in de praktijk bedreven homoseksualiteit uit.
Ortt schreef - in deze geest - niettemin een voorwoord bij wat als eerste Nederlandse voorlichtingsbrochure voor homoseksuelen wordt beschouwd (van de hand van geestverwant J.H. François, "Een Hunner"). De geheelonthouding was onlosmakelijk verbonden aan het reine leven. Ook was het voor de christenanarchistische Rein-Leven-mensen onaanvaardbaar dat de vrouw in en door het huwelijk een ondergeschikte status kreeg. Ortt sloot als eerste in 1905 een min-of-meer als zodanig erkend "vrij huwelijk" met Tine Hinlópen. Het vrijwel onlosmakelijk verbonden geheel van vredesstreven, vegetarisme, vivisectiebestrijding en dierenbescherming, rein leven en geheelonthouding werd in zijn tijd als humanitaire stroming of humanitarisme aangeduid.
Dit humanitaire streven organiseerden Van Mierop en Ortt, nadat zij in 1908 naast elkaar waren gaan wonen in Soest, in de Stichting Chreestarchia (Heerschappij van het Beste). De stichting gaf boeken uit (o.a. de Rein Leven-bibliotheek) en richtte een school op humanitaire grondslag op (Van der Huchtonderwijs), oorspronkelijk in Soest vlak bij de woning van de initiatiefnemers, de Engendaalschool, later Van der Huchtschool geheten. Ortt werd vooral juist buiten Nederland bekend als pedagoog, met name wat betreft zijn opvattingen over de noodzaak van seksuele voorlichting en zijn inleidingen tot het religieuze leven. Hij schreef ook sprookjesboeken en Bijbelse verhalen in vrijzinnige geest voor kinderen en "de kleintjes". Vanwege zijn academische opleiding mocht hij niet voor de lagereschoolklas en kon hij dus alleen als schoolassistent werken bij de school die hij zelf opgericht had. Tot op hoge leeftijd hielp hij leerlingen met huiswerk ("Oom Felix").

## Filosoof, spiritistisch theoreticus en humanitarist
Ortt hield zich niet bezig met experimenten, maar was wel overtuigd van de waarheid van het spiritisme. Zijn filosofische beschouwingen hebben deze overtuiging - nog weleens tegen beter weten in - steeds als achtergrond. Hij ontwikkelde een monistische filosofie op het grensvlak van theologie, filosofie, parapsychologie en natuurwetenschap, het pneumat-energetisch monisme. Het maakte echter geen school. Naast het spiritisme speelt ook zijn natuurwetenschappelijke scholing in zijn beschouwingen mee.
Hij was een van de eersten die in Nederland de relativiteitstheorie van Einstein voor een breed publiek uiteenzette en daarbij in verband bracht met het spiritisme (De relativiteitstheorie van Einstein uiteengezet voor een wiskundig niet-geschoold publiek). Ortt was tot op hoge leeftijd redacteur van Spiritische bladen, het tijdschrift van de vereniging van spiritisten Harmonia, en hield lezingen voor dit genootschap. Hij was van begin af aan betrokken bij de Nederlandse afdeling van de Society for Psychical Research.
In de strijd tegen de vivisectie botste hij enkele keren met medestanders die de verhalen over het martelen van dieren en de intenties van de vivisectoren erger wilden afschilderen dan te verantwoorden was. Hij stond erop dat de integriteit van de desbetreffende onderzoekers niet ter discussie werd gesteld en dat zij op hun eigen termen bestreden werden. Dit leidde tot een scheuring in de antivivisectiebeweging. Ortt wilde deze laten samenwerken met de Nederlandsche Vereeniging voor Natuurgeneeswijze, waarbij hij ook van begin af aan betrokken was. Toen de voorman van deze vereniging, IJsbrand Hettema, aan de foute kant kwam te staan tijdens de Duitse bezetting, distantieerde Ortt zich van de vereniging. De bezetting was ook verder een breekpunt: het principe van de weerloosheid en het de andere wang toekeren in de geest van Tolstoj leek hem met de verschrikkingen van het nazibewind eigenlijk niet verenigbaar.
Gedurende een groot deel van zijn actieve leven huisvestte hij het Vegetarisch Bureau dat voorlichting en tips gaf, een bibliotheek beheerde en was hij tevens redacteur van de Vegetarische Bode. Voor de VARA-radio verzorgde hij enkele programma's over het vegetarisme en hij schreef kookboeken.

### Waterbouwkunde
- De Paalworm, 's-Gravenhage, 1886
- Over den invloed van eenige factoren op het verbruik van onderhoudsmateriaal voor grindwegen, Tijdschrift van het KIvI, 1893[7]
- De boordverdediging van het kanaal door Voorne, Tijdschrift van het KIvI, 1893
- Een visschershaven te Scheveningen, De Ingenieur, 23-12-1893
- Beoordeling en aankondiging van Technische Werken, De Ingenieur, 18-05-1895
- Een veilige buitenduinsche haven voor Scheveningen, brochure, ‘s-Gravenhage, 1895
- Commentaar op het plan Beversen ten behoeve van het visschersbedrijf te Scheveningen, De Ingenieur, 25-07-1896
- De invloed van wind en golven op de getijden, Tijdschrift KIvI, 1897, blz 117
- Over getijgolven, De Ingenieur, 23-10-1897
- Hydrografische waarnemingen in Canada, De Ingenieur, 16-10-1897
- Uitkomsten der getijvoorspelling over 1897, De Ingenieur, 30-07-1898

### Overig
- Het vegetarisme als bondgenoot, Amsterdam, 1896
- Het Gebed Soest, circa 1900
- Het levend water {Soest], circa 1900
- Het lichaam van Christus, Nederlandse vereniging van Spiritisten 'Harmonia', circa 1900
- Aan mijn zusje. Brief over het geslachtsleven, Amersfoort, 1903
- Heidekind. Een levensfragment, uitgeversmij. De Waelburgh te Blaricum, 2e druk voorjaar 1921, 1e druk 1904
- Nieuwere beschouwingen over voeding, 's-Gravenhage, 1907
- Brieven over gezondheid (in het bizonder gericht tot arbeiders), 's-Gravenhage, 1907
- De praktijk van de bergrede, [Soest], circa 1910
- Drankzucht en hoe die tegen te gaan, Soest, 1911
- Het vegetariscme bezien van de economische en ethische zijde, Soest, 1911
- Het dure vleesch, 1913
- De Vrije Mensch, maandschrift 9e jaargang, februari 1913
- Hoe kan de vegetariër zich voldoende voeden?, Soest, 1916
- Denkbeelden van een christen-anarchist Rotterdam, Honnef, 1917 (3e druk)
- Inleiding tot het pneumat-energetisch monisme. Martinus Nijhoff, Den Haag, 1917 (eerste druk).
- Tweede brief aan mijn zusje. Over verloving en huwelijk, Soest, 1921
- De Schepping door Felix Ortt, uitgegeven door de maatschappij voor goede en goedkope lectuur, Amsterdam, 1922
- Onze voeding, Zwolle, 1924
- Levenshouding, Soest, 1943
- Religieuze opvoeding, brieven aan een jeugdig vriendinnetje, Amsterdam, 1947
- Het nieuwe wereldbeeld, geschetst voor wiskundig niet geschoolden Dordrecht, Retel en Felkers, 1948
- De Superkosmos, filosofie van het occultisme en het spiritisme, uitgeverij Van Stockum & Zn, 's Gravenhage, 1949
- Troost voor hen die achterbleven Rotterdam, Centrale Brochurehandel, circa 1950
- Inleiding tot het Pneumat-energetisch monisme. Een beschouwing over God, de wereld, het leven, mens en maatschappij, van het standpunt der natuurwetenschap, Van Stockum, 1950 (3e druk)
- Het Droomleven, Van Stockum & Zn, 's-Gravenhage, 1951
- De Droom. Tweede boek: het vraagstuk van den droom. Ned. Ver. van spiritisten Harmonia. Seyffardts boek en muziekhandel, amsterdam, zj.
- Het probleem der ziel, Van Stockum, Den Haag 1951 (oorspronkelijk circa 1929)
- De parel van grote waarde s.l., s.n., circa 1960
- De Psichische Energie als levensbeginsel
- Het reïncarnatievraagstuk
- De tempel des levens, een schets van de ware roeping der kunst Ernest Newlandsmith (vertaling door Ortt), broederschapsboekhandel Bilthoven, 1919